# Polinomi di Laguerre
In matematica, i polinomi di Laguerre, sono polinomi speciali costituenti una successione di polinomi, che hanno numerose applicazioni; il loro nome ricorda il matematico francese Edmond Nicolas Laguerre (1834-1886). Essi si possono definire con un'espressione alla Rodrigues
{\displaystyle L_{n}(x):={\frac {e^{x}}{n!}}{\frac {d^{n}}{dx^{n}}}\left(e^{-x}x^{n}\right),\quad {\text{per}}\quad n=0,1,2,3,\ldots }
Essi sono polinomi mutuamente ortogonali rispetto al prodotto interno espresso da 
{\displaystyle \langle f,g\rangle =\int _{0}^{\infty }\,f(x)g(x)e^{-x}\,dx.}
La successione dei polinomi di Laguerre è una sequenza di Sheffer.

## Polinomi dei gradi più bassi
I primi polinomi sono:
{\displaystyle \,L_{0}(x)=1,}
{\displaystyle \,L_{1}(x)=-x+1,}
{\displaystyle L_{2}(x)={\frac {1}{2}}x^{2}-2x+1,}
{\displaystyle L_{3}(x)={\frac {1}{6}}\left(-x^{3}+9x^{2}-18x+6\right).}

## Come integrale di contorno
Questi polinomi possono essere espressi mediante un integrale di contorno dipendente da {\displaystyle n}
{\displaystyle L_{n}(x)={\frac {1}{2\pi i}}\oint {\frac {e^{-(xt)/(1-t)}}{(1-t)\,t^{n+1}}}\;dt}
relativo a un contorno che compie un giro in verso antiorario intorno all'origine.

## Polinomi di Laguerre generalizzati
La precedente uguaglianza esprimente la ortogonalità equivale ad affermare che se {\displaystyle X} è una variabile casuale con distribuzione esponenziale
{\displaystyle f(x)=\left\{{\begin{matrix}e^{-x},&{\text{se }}x>0,\\0,&{\text{se }}x<0,\end{matrix}}\right.}
allora 
{\displaystyle E(L_{n}(X)L_{m}(X))=0,\qquad n\neq m.}
La distribuzione esponenziale non è la sola distribuzione gamma. Una successione polinomiale ortogonale rispetto alla distribuzione gamma la cui densità di probabilità è
{\displaystyle f(x)=\left\{{\begin{matrix}x^{\alpha -1}e^{-x}/\Gamma (\alpha ),&{\text{se }}x>0,\\0,&{\text{se }}x<0,\end{matrix}}\right.}
(vedi funzione gamma) si ricava dalla definizione dei polinomi generalizzati di Laguerre:
{\displaystyle L_{n}^{(\alpha )}(x):={x^{-\alpha }e^{x} \over n!}{d^{n} \over dx^{n}}e^{-x}x^{n+\alpha }.}
Questi polinomi talora sono chiamati polinomi associati di Laguerre. I polinomi di Laguerre semplici costituiscono il caso particolare dei polinomi generalizzati relativo ad {\displaystyle \alpha =0}
{\displaystyle L_{n}^{(0)}(x)=L_{n}(x).}
I polinomi associati di Laguerre costituiscono una successione ortogonale sull'intervallo {\displaystyle [0,\infty )} rispetto alla funzione peso {\displaystyle x^{\alpha }e^{-x}}:
{\displaystyle \int _{0}^{\infty }dx\,e^{-x}x^{\alpha }L_{n}^{(\alpha )}(x)L_{m}^{(\alpha )}(x)={\frac {\Gamma (n+\alpha +1)}{n!}}\delta _{nm}.}
Per valori interi di {\displaystyle \alpha } la precedente espressione di definizione si può scrivere 
{\displaystyle L_{n}^{(m)}(x)=(-1)^{m}{d^{m} \over dx^{m}}L_{n+m}(x).}

## Relazione con i polinomi di Hermite
I polinomi generalizzati di Laguerre si presentano nella trattazione dell'oscillatore armonico quantistico, a causa della loro relazione con i polinomi di Hermite che può essere espressa dalle uguaglianze 
{\displaystyle H_{2n}(x)=(-1)^{n}2^{2n}n!L_{n}^{(-1/2)}(x^{2})}
e
{\displaystyle H_{2n+1}(x)=(-1)^{n}2^{2n+1}n!xL_{n}^{(1/2)}(x^{2}),}
dove {\displaystyle H_{n}(x)} denota il polinomio di Hermite di grado {\displaystyle n.}

## Relazione con la serie ipergeometrica
I polinomi di Laguerre generalizzati si possono definire come caso particolare di funzione ipergeometrica confluente, come
{\displaystyle L_{n}^{a}(x)={n+a \choose n}M(-n,a+1,x)={\frac {(a+1)_{n}}{n!}}\,_{1}F_{1}(-n,a+1,x),}
dove {\displaystyle (a)_{n}} denota il simbolo di Pochhammer.